# Sain Noyon Khan

Bản đồ các tỉnh của Mông Cổ thuộc Thanh, trong đó có tỉnh Sain Noyon Khan.

Sain Noyon Khan (tiếng Mông Cổ: Сайн ноён хан, 1725 - 1924) là một aimag (tỉnh) cũ của Mông Cổ. Nó là tiền thân của tỉnh Tsetserleg Mandal Uul, sau này trở thành các tỉnh Arkhangai, Bayankhongor, Övörkhangai, Zavkhan và Ömnögovi. Nó nằm ở trung tâm Mông Cổ, ở phía đông tỉnh Zasagt Khan và phía tây tỉnh Tusheet Khan.
Được thành lập vào năm 1725 theo lệnh vua Ung Chính nhà Thanh, tỉnh này tiếp tục tồn tại cho đến khi bị giải thể và đổi tên thành Tsetserleg Mandal Uul vào năm 1924. Trong thời gian từ năm 1911 đến năm 1924 nó có tên là tỉnh Sain Noyon. Theo điều tra dân số năm 1918, tỉnh Sain Noyon Khan có 30.619 hộ gia đình và dân số 133,8 nghìn người.
Vào thời kỳ này, Phật giáo Tây Tạng phát triển mạnh, nhất là dưới thời trị vì của Bogd Khan (1911 - 1924). Có nhiều nhân vật tôn giáo quan trọng xuất hiện tại tỉnh.

## Danh sách lãnh đạo
1. Efü Tseren (1728 - 1750)
2. Tsengunjav (1750 - 1756)
3. Chamchugjav (1756-1771)
4. Tsevdenjav (1771-1779)
5. Sodovdorj (1779-1784)
6. Sampildorj (1784-1793)
7. Rinchindorj (1793-1802)
8. Demchigjav (1802-1831)
9. Gonchigjav (1831-1845)
10. Tserendorj (1845-1871)
11. Shirbazarjav (1871-1883)
12. Choisurenjav (1883-1906)[1]
13. Tögs-Ochiryn Namnansüren (1906 - 1912)[2]